# Суперкубок Індії з футболу 1999
Суперкубок Індії з футболу 1999 — 3-й розіграш турніру. Матч відбувся 9 грудня 1999 року між чемпіоном Індії клубом Салгаокар та володарем кубка Федерації клубом Мохун Баган.
| Володар Суперкубка Індії 1999 |
| ----------------------------- |
|                               |
| Салгаокар Другий титул        |

## Матч

### Деталі
| 9 грудня 1999 |

| Салгаокар   | 1:0 дч | Мохун Баган |
| ----------- | ------ | ----------- |
| Д'Кунья 98' |        |             |

| Амедкар, Нью-Делі |